# 冷泉為孝
冷泉 為孝（れいぜい ためたか）は、室町時代中期の公卿。権大納言・冷泉政為の子。官位は正二位・権中納言。下冷泉家3代。法名は宗円。
応仁の乱の戦乱を避けるため、たびたび所領のある播磨国に下向した。

## 官歴
『公卿補任』による
- 時期不明：叙爵（従五位下）
- 延徳3年（1491年）：侍従
- 延徳4年（1492年） 正月6日：従五位上
- 明応2年（1493年） 12月26日：左近衛少将
- 明応4年（1495年） 正月5日：正五位下
- 明応8年（1499年） 3月17日：従四位下
- 明応9年（1500年） 12月29日：左近衛中将
- 文亀2年（1500年） 正月28日：従四位上
- 永正元年（1504年） 12月25日：正四位下
- 永正5年（1508年） 2月8日：従三位、非参議
- 永正10年（1513年） 7月某日：正三位
- 永正11年（1514年） 2月27日：参議。7月7日：兼侍従
- 永正15年（1518年） 5月28日：権中納言
- 永正17年（1520年） 11月6日：従二位
- 大永元年（1521年） 9月某日：辞権中納言
- 大永6年（1526年） 正月19日：正二位
- 享禄4年（1531年） 12月6日：出家（法名宗円）
- 天文12年（1543年） 2月18日：薨去（享年69）

## 系譜
- 父：冷泉政為[1]
- 母：中山親通の娘[1]
- 生母不明の子女
  - 男子：冷泉為豊[1]（1504-1560以降?）